# Rácszabadi
Rácszabadi románul: Ohaba Română, falu Romániában, a Bánságban, temes megyében.

## Fekvése
Lippától délkeletre fekvő település.

## Története
Rácszabadi nevét 1427-ben említette először oklevél Ohaba néven. 1717-ben Hoaba, 1808-ban Ohábaszerbaszka, 1851-ben Ohaba-Szerbaszka, 1888-ban Ohába-Szerbászka, 1913-ban Rácszabadi néven volt említve.
1851-ben Fényes Elek írta a településről: „Ohaba-Szerbaszka, Krassó vármegyében, 892 óhitü lakossal, s anyatemplommal. Földesura a kamara.” 
A trianoni békeszerződés előtt Krassó-Szörény vármegye Marosi járásához tartozott.
1910-ben 931 lakosából 897 román, 22 magyar volt. Ebből 897 görögkeleti ortodox, 27 római katolikus volt.